# Гёр, Лидия
Лидия Гёр (англ. Lydia Goehr; род. 10 января 1960, Лондон, Великобритания) — американский философ и музыковед.

## Биография
Отец — английский композитор и педагог Александр Гёр, из еврейской семьи, покинувшей Берлин после прихода к власти нацистов, учитель Джорджа Бенджамина, Томаса Адеса, Е Сяояна и других, дед — немецко-британский дирижёр и композитор Вальтер Гёр, ученик Кшёнека и Шёнберга.
В 1997 преподавала в Калифорнийском университете, где прочитала серию лекций о музыкальной эстетике Рихарда Вагнера. С 2002 по 2003 год была приглашенным преподавателем в Гамбургском университете и Wissenschaftskolleg в Берлине. В 2005 — 2006 читала лекции по музыкологии в Лондоне и Кембридже, в 2008 — 2009 — снова в Берлине.
В настоящее время — профессор философии и эстетики в Колумбийском университете. Соиздатель книжной серии Columbia Themes in Philosophy, Social Criticism, and the Arts. Работы Лидии Гёр переведены на немецкий, французский, итальянский, португальский языки.

## Научные интересы
Музыкальная эстетика, социальная философия музыки, становление жанра оперы и феномена музыкального исполнительства. Издатель и комментатор трудов Теодора Адорно, Артура Данто, Мориса Мерло-Понти.

## Труды
- The Imaginary Museum of Musical Works: An Essay in the Philosophy of Music (1992, расшир. изд. 2007, перев. на греческий и китайский языки)
- The Quest for Voice: Music, Politics, and the Limits of Philosophy (1998, о Вагнере)
- Elective Affinities: Musical Essays on the History of Aesthetic Theory (2008, об Адорно и Данто)

## Публикации на русском языке
- Разорванные струны, расчлененные тела// Чувство, тело, движение. М.: Канон+, 2011, с.164 — 198